# Sister (漫画)
『Sister』（シスター）は、原作：あやぱん、漫画：蜆ツバサによる日本の漫画作品。漫画アプリ『マンガボックス』にて、2018年8月9日から2021年12月16日まで連載された。全9巻。
2022年10月期にテレビドラマ化された。

## 登場人物
三好 凪沙（みよし なぎさ）
20歳。沙帆の妹。デザイン会社に勤務。
三好 沙帆（みよし さほ）
25歳。凪沙の姉。スタイリスト。
麻倉 陽佑（あさくら ようすけ）
25歳。凪沙の高校時代の初恋の相手。
羽瀬 昊汰（はせ こうた）
25歳。陽佑の同期。

## 書誌情報
電子書籍のみの発売。
- あやぱん（原作）・蜆ツバサ（漫画） 『Sister』 マンガボックス、全9巻
  1. 2019年1月25日発売
  2. 2019年6月25日発売
  3. 2019年9月25日発売
  4. 2020年1月24日発売
  5. 2020年6月25日発売
  6. 2020年11月25日発売
  7. 2021年4月23日発売
  8. 2021年10月22日発売
  9. 2022年2月25日発売

## テレビドラマ
2022年10月20日から12月22日まで、読売テレビ製作・日本テレビ系列の深夜ドラマ枠「木曜ドラマ」で放送された。主演は山本舞香と瀧本美織。

### キャスト

#### 主要人物
三好凪沙（みよし なぎさ）〈25〉
演 - 山本舞香（6・7歳時：小井圡菫玲、11歳時：白石紗羽）
沙帆の妹。陽佑の勤めるデザイン会社に就職する。
三好沙帆（みよし さほ）〈31〉
演 - 瀧本美織（5歳時：津久井有咲、少女期：五藤希愛）
凪沙の姉。スタイリスト。陽佑の婚約者。
麻倉陽佑（あさくら ようすけ）〈31〉
演 - 溝端淳平
凪沙の初恋の相手。デザイン会社の営業。
羽瀬昊汰（はせ こうた）〈31〉
演 - 佐藤大樹（EXILE/FANTASTICS）
陽佑の同僚。

#### 三好家
三好洋介（みよし ようすけ）〈享年47〉
演 - 吉沢悠
三好姉妹の父。故人。
三好奈美（みよし なみ）〈55〉
演 - 櫻井淳子
三好姉妹の母。

#### East Design Creations
凪沙・陽佑・昊汰が勤務するデザイン会社。
丸山保（まるやま たもつ）〈45〉
演 - アキラ100%
凪沙の上司。
大島武夫（おおしま たけお）〈38〉
演 - 笠原秀幸
凪沙の先輩。
亀井裕太（かめい ゆうた）〈35〉
演 - カジワラタクト
凪沙の同僚。
兎谷真由子（うさぎだに まゆこ）〈27〉
演 - 小山莉奈
凪沙の同僚。
社員
演 - 瀬戸口祥侑

野口希恵
演 - 香音（第9話 - ）
新しく加入するデザイナーアシスタント。
杉田康佑（すぎた こうすけ）
演 - 村上弘明（第6話 - ）
会長。陽佑の父。

#### その他
桧山亨（ひやま とおる）〈41〉
演 - 永井大（第6話 - ）
フリーのデザイナー。凪沙が広島の広告会社で勤務していたときの先輩。
桧山恵美（ひやま めぐみ）〈31〉
演 - 黒川智花（第8話 - ）
亨の妻。

遠山先生
演 ‐ 増澤ノゾム

#### ゲスト

##### 第6話
康佑の秘書
演 - 葉月美沙子

### スタッフ
- 原作 - 原作：あやぱん・漫画：蜆ツバサ『Sister』（マンガボックス）
- 脚本 - 泉澤陽子、大林利江子
- 監督[注 1] - 山本大輔、湯浅弘章、渡邉裕也
- 音楽 - 斎木達彦[13]
- 主題歌 - Rin音「qualia」（ROOFTOP/ユニバーサルミュージック）[14]
- 絵画制作 - 新宿美術学院
- デザイン協力 - バンタンデザイン研究所、グレートインターナショナル
- スタントコーディネーター - 劔持誠（スタント - 上野山浩）
- 技術協力 - WING-T
- 美術協力 - BEENS
- チーフプロデューサー - 岡本浩一
- プロデューサー - 中間利彦、熊谷理恵（大映テレビ）
- 制作協力 - 大映テレビ
- 制作著作 - 読売テレビ

### 放送日程
| 各話 | 放送日   | サブタイトル                                   | 脚本       | 監督     |
| ---- | -------- | ---------------------------------------------- | ---------- | -------- |
| #1   | 10月20日 | 愛した人は姉の婚約者…「裏の顔」が暴かれる      | 泉澤陽子   | 山本大輔 |
| #2   | 10月27日 | 最愛の姉が隠す思惑… 黒い衝動が暴かれる!        | 泉澤陽子   | 山本大輔 |
| #3   | 11月03日 | 豹変していく姉の策略…溢れ出す初恋の記憶        | 泉澤陽子   | 湯浅弘章 |
| #4   | 11月10日 | 明かされる6年前の真相! 姉の狂気と妹の決断      | 大林利江子 | 湯浅弘章 |
| #5   | 11月17日 | 予測不能な姉の狂気…新たな裏切りが発覚する!     | 大林利江子 | 山本大輔 |
| #6   | 11月24日 | 悲しみが殺意に変わる時…驚愕の真相が暴かれる    | 泉澤陽子   | 湯浅弘章 |
| #7   | 12月01日 | 第一章完結!姉の過去ついに全てが明らかに!       | 泉澤陽子   | 湯浅弘章 |
| #8   | 12月08日 | 裏切り編開幕!幸せの終わり、狂気の始まり…       | 大林利江子 | 渡邉裕也 |
| #9   | 12月15日 | 裏切りの代償を払う時…狂気の沼へ堕ちていく      | 大林利江子 | 山本大輔 |
| #10  | 12月22日 | 姉妹を襲う衝撃の裏切り! 予測不能な結末に涙する | 泉澤陽子   | 山本大輔 |

### スピンオフドラマ
『Sister～裏切りの扉～』のタイトルで、動画配信サービス「Hulu」にて、12月1日の第7話放送終了後から配信された。
本編の第7話と最終話に繋がるビハインドストーリーとなっている。

#### キャスト（スピンオフドラマ）
三好凪沙
演 - 山本舞香
三好沙帆
演 - 瀧本美織
麻倉陽佑
演 - 溝端淳平
羽瀬昊汰
演 - 佐藤大樹（EXILE/FANTASTICS）（第7.5話）
岩崎怜奈
演 - 安座間美優（第10.5話）
陽佑の大学時代の恋人。
尚人
演 - 佐伯大地（第10.5話）
陽佑の親友。

#### 配信日程
| 話数     | 配信日   | サブタイトル             |
| -------- | -------- | ------------------------ |
| 第7.5話  | 12月02日 | 昊汰と凪沙&陽佑の真実    |
| 第10.5話 | 12月23日 | 沙帆と陽佑の出会いの物語 |

| 読売テレビ製作・日本テレビ系列 木曜ドラマ                         | 読売テレビ製作・日本テレビ系列 木曜ドラマ | 読売テレビ製作・日本テレビ系列 木曜ドラマ            |
| 前番組                                                            | 番組名                                    | 次番組                                               |
| ----------------------------------------------------------------- | ----------------------------------------- | ---------------------------------------------------- |
| さよならの向う側 / 5分後に意外な結末 （2022年9月22日 - 10月13日） | Sister （2022年10月20日 - 12月22日）      | しょうもない僕らの恋愛論 （2023年1月19日 - 3月23日） |